# 颜欣慧
颜欣慧（2003年7月22日—）是一名新加坡游泳选手。

## 教育
颜欣慧曾就读于道南學校和英华自主中学。她目前在美国印第安纳大学攻读营养科学。

## 游泳事业
颜欣慧参加了2019年世界游泳锦标赛的女子1500米自由泳比赛。她在利宝保险公司第50届新加坡全国青少年游泳锦标赛的女子800米自由泳比赛中获胜，并打破了她自己保持的17岁以下国家纪录，成绩为8分42.23秒。